# Kasper Kusk
Kasper Kusk Vangsgaard est un footballeur danois, né le 10 novembre 1991 à Aalborg. Il évolue au poste de milieu offensif au Silkeborg IF.

## Palmarès
- Aalborg BK
  - Champion du Danemark en 2014
  - Vainqueur de la Coupe du Danemark en 2014

- FC Copenhague
  - Champion du Danemark en 2016 et 2017
  - Vainqueur de la Coupe du Danemark en 2016 et 2017

## Statistiques
| Saison    | Club          | Pays       | Championnat         | Coupes nationales | Coupes d'Europe        | Danemark |
| --------- | ------------- | ---------- | ------------------- | ----------------- | ---------------------- | -------- |
| 2010-2011 | Aalborg BK    | SAS Ligaen | 2 matchs            | ?                 | -                      | -        |
| 2011-2012 | Aalborg BK    | SAS Ligaen | 12 matchs / 1 but   | ?                 | -                      | -        |
| 2012-2013 | Aalborg BK    | SAS Ligaen | 33 matchs / 8 buts  | 2 matchs / 1 but  | -                      | 3 matchs |
| 2013-2014 | Aalborg BK    | SAS Ligaen | 33 matchs / 12 buts | 6 matchs / 5 buts | 2 matchs (C3)          | 6 matchs |
| 2014-2015 | FC Twente     | Eredivisie | 10 matchs           | 2 matchs          | 2 matchs (C3)          | -        |
| 2015-2016 | FC Copenhague | SAS Ligaen | 24 matchs / 6 buts  | 5 matchs / 1 but  | 4 matchs / 1 but (C3)  | -        |
| 2016-2017 | FC Copenhague | SAS Ligaen | 22 matchs / 5 buts  | 2 matchs / 2 buts | 5 + 2 matchs (C1 + C3) | -        |

Dernière mise à jour le 08/04/2017